# Совхозний (Нагайбацький район)
Совхозний (рос. Совхозный) — селище у Нагайбацькому районі Челябінської області Російської Федерації.
Входить до складу муніципального утворення Нагайбацьке сільське поселення. Населення становить 194 особи (2010).

## Історія
Згідно із законом від 9 липня 2004 року органом місцевого самоврядування є Нагайбацьке сільське поселення.

## Населення
| 2002 | 2010 |
| ---- | ---- |
| 256  | ↘194 |